# Beira Alta
Pour les articles homonymes, voir Beira.

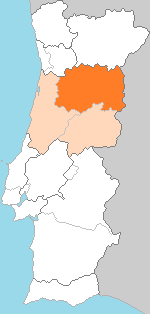
Région Beira Alta (orange foncé), dans la région Beira (orange clair).

La Beira Alta est une ancienne région (ou région naturelle) portugaise instituée par une réforme administrative de 1936. Cependant, les provinces n'ont jamais eu aucune attribution pratique, et leurs noms disparurent de la terminologie administrative (mais pas du vocabulaire quotidien des portugais) avec l'entrée en vigueur de la Constitution portugaise de 1976.

## Localisation
Elle présentait des frontières communes avec Trás-os-Montes et Haut Douro au nord, avec Douro Litoral au nord-ouest, avec la Beira Litoral à l'ouest et au sud-ouest, avec la Beira Baixa au sud, et avec l'Espagne (province de Salamanque, en Castille-et-León) à l'est.

## Composition
Elle était alors composée de 32 concelhos, intégrant la quasi-totalité des districts de Guarda et Viseu, et deux concelhos du district de Coimbra. La capitale de Beira Alta était Viseu.
- District de Coimbra : Oliveira do Hospital, Tábua.

- District de Guarda : Aguiar da Beira, Almeida, Celorico da Beira, Figueira de Castelo Rodrigo, Fornos de Algodres, Gouveia, Guarda, Manteigas, Mêda, Pinhel, Sabugal, Seia, Trancoso.

- District de Viseu : Carregal do Sal, Castro Daire, Mangualde, Moimenta da Beira, Mortágua, Nelas, Oliveira de Frades, Penalva do Castelo, Penedono, Santa Comba Dão, São Pedro do Sul, Sátão, Sernancelhe, Tarouca, Tondela, Vila Nova de Paiva, Viseu, Vouzela.

Pour certains géographes, cette province et la Beira Baixa, avec quelquefois également la Beira Trasmontana, formaient une unité géographique majeure : la Beira Interior.

## Actuellement
Actuellement, cette région est partagée par les régions Nord et Centre, appartenant à la première la sous-région Douro (concelhos de Moimenta da Beira, Penedono, Sernancelhe et Tarouca), et à la deuxième la totalité des sous-régions de la Beira Interior Norte, la Cova da Beira, le Dão-Lafões ainsi qu'une petite partie du Pinhal Interior Norte (puisque son territoire comprend les deux concelhos du district de Coimbra appartenant à la Beira Alta).